# Гончаров, Леонид Михайлович
Леони́д Миха́йлович Гончаро́в (25 августа 1925 — 21 мая 1986) — советский военачальник, кандидат военных наук, генерал-полковник артиллерии (30.10.1978).

## Биография
Родился 25 августа 1925 года в Оренбургской области. В 1944 году окончил Рижское пехотное училище. Участвовал в Великой Отечественной войне. Член КПСС с 1945 года. В 1959 году окончил военную командную академию ПВО страны. Служил в Войсках ПВО СССР в должности начальника штаба, командира зенитного ракетного полка, начальника зенитно-ракетных войск корпуса. Принимал участие в войне во Вьетнаме в период активных боевых действий при отражении массированных налетов авиации США на Ханой, Хайфон в 1967 году.
С октября 1968 по август 1970 года был командиром 21-й дивизии ПВО (Одесса); с августа 1970 года — командир 28-го корпуса ПВО (Львов); с 1973 по 1977 год — командующий 4-й Отдельной армией ПВО (Свердловск); с 1978 по 1983 год — командующий 8-й Отдельной армии ПВО (Киев). С 1983 по 1986 год — начальник Военной академии войсковой ПВО имени А. М. Василевского.
Депутат Верховного Совета УССР 10-го и 11-го созывов. Кандидат в члены ЦК КПУ в 1981—1986 г. Член Ревизионной комиссии КПУ в феврале — мае 1986 г.
Скоропостижно скончался 21 мая 1986 года от сердечного приступа на полигоне Эмба. Похоронен в Киеве на Байковом кладбище.

## Награды
- Медаль «За победу над Германией в Великой Отечественной войне 1941—1945 гг.»